# Triumphant (Get 'Em)
Triumphant (Get 'Em) è un singolo della cantautrice statunitense Mariah Carey. Il brano musicale è stato scritto e prodotto dalla stessa Carey insieme a Jermaine Dupri e Bryan-Michael Cox, ed è una collaborazione con due rapper statunitensi, anch'essi dell'etichetta discografica Island, Rick Ross e Meek Mill.
Triumphant (Get 'Em) è entrato in rotazione radiofonica a partire dal 2 agosto 2012, negli Stati Uniti. In Belgio, Irlanda, Italia, Paesi Bassi, Regno Unito e Svizzera il singolo è stato reso disponibile in download digitale su iTunes dal 3 agosto 2012 mentre nel resto del mondo dal 7 agosto.

## Tracce
Download digitale
1. Triumphant (Get 'Em) - 4:10

## Critica
Triumphant (Get 'Em) ha ricevuto recensioni contrastanti da parte della critica contemporanea:
- Sal Cinquemani di Slant Magazine è stato lapidario verso il brano, dichiarando: "Triumphant (Get 'Em) è il peggiore singolo della lunga carriera di Mariah Carey."[3]
- Julianne Escobedo Shepherd di Spin ha scritto che la pubblicazione del brano durante il periodo delle Olimpiadi 2012 è geniale, una vera e propria operazione di marketing, ma ha criticato le lunghe parti canore del brano dei due rapper statunitensi Rick Ross e Meek Mill.[4]
- Amy Sciarretto di PopCrush ha votato il brano con quattro stelle su un massimo di cinque, affermando: "Triumphant (Get 'Em) è un brano uptempo e Carey usa la sua migliore risorsa - quella voce bellissima - a suo vantaggio, ma per fortuna, senza esagerare, rendendo il tutto perfetto."[5]

## Musicisti e staff tecnico
Di seguito sono elencati i musicisti che hanno cantato e il personale che ha collaborato alla realizzazione del brano:

### Musicisti
- Mariah Carey — voce
- Rick Ross — voce
- Meek Mill — voce

### Staff tecnico
- Mariah Carey — produzione, scrittura
- Jermaine Dupri — mixaggio, produzione, scrittura
- Bryan-Michael Cox — produzione, scrittura

## Vendite
Triumphant (Get 'Em) non ha ricevuto una buona accoglienza nelle classifiche mondiali anche se non è riuscito ad entrare nella Billboard Hot 100. In Corea del Sud, unico stato in cui il brano è entrato in top 10, Triumphant (Get 'Em) ha debuttato al 3º posto con una vendita pari a 35 870 copie, secondo i dati raccolti dalla Korea Music Content Industry Association. Il singolo raggiunge la 1 posizione nella classifica US Dance Club Songs

## Classifiche
| Classifica (2012) | Posizione massima |
| ----------------- | ----------------- |
| Belgio (Fiandre)  | 141               |
| Belgio (Vallonia) | 85                |
| Brasile           | 52                |
| Corea del Sud     | 3                 |
| Croazia           | 38                |
| Francia           | 135               |
| Giappone          | 48                |
| Regno Unito       | 144               |
| Spagna            | 36                |

## Date di pubblicazione
| Paese       | Data           | Formato               | Etichetta |
| ----------- | -------------- | --------------------- | --------- |
| Stati Uniti | 2 agosto 2012  | Anteprima radiofonica | Island    |
| Belgio      | 3 agosto 2012  | Download digitale     | Island    |
| Irlanda     | 3 agosto 2012  | Download digitale     | Island    |
| Italia      | 3 agosto 2012  | Download digitale     | Island    |
| Paesi Bassi | 3 agosto 2012  | Download digitale     | Island    |
| Regno Unito | 3 agosto 2012  | Download digitale     | Island    |
| Svizzera    | 3 agosto 2012  | Download digitale     | Island    |
| Stati Uniti | 7 agosto 2012  | Download digitale     | Island    |
| Italia      | 20 agosto 2012 | Airplay               | Island    |